# Festuca moyana
Festuca moyana är en gräsart som beskrevs av Eugen Erdner. Festuca moyana ingår i släktet svinglar, och familjen gräs. Inga underarter finns listade i Catalogue of Life.